# Zavičajni radio Breške
Zavičajni radio Breške je radio postaja iz Brežaka na hrvatskom jeziku. 
Emitira na frekvenciji od 92,4 MHz iz Doma kulture u Breškama i na internetu.
Proradio je na 5. obljetnicu postojanja Udruge "Društvo Breščana", 27. prosinca 2013. godine. 
Prvi cilj Udruge Društva Breščana bio je stvoriti radio, a poslije da radio za stalno opstane. Zahvaljujući Zavičajnom radio Breške glas zavičaja širi se preko web stranice Društva Breščana diljem svijeta te lokalno preko frekvencije 92,4 MHz. Na postaji nema stalnih zaposlenika, nego svi koji rade su volonteri. Tako će ostati zabilježeno u povijesti Brežaka, župe Breške, Grada Tuzle, Tuzlanske županije i cijele BiH da i jedno selo, mjesto, župa kao što su Breške ima radijsku postaju.
Zavičajni radio Breške nastavlja misiju tuzlanskog radija na hrvatskom jeziku Radija Soli, koji je zbog financijskih i pravnih problema prestao emitirati program 2011. godine. Misiju Radija Soli nastavlja Zavičajni radio Breške zahvaljujući članovima udruge Društvo Breščana.

## Vanjske poveznice
- www.drustvobrescana.com Društvo Breščana
- Zavičajni radio Breške na Facebooku
- YouTube, kanal Tuzlarije.net Breške Tuzla - Obljetnica Udruge Društvo Breščana i Zavičajnog radija, prosinac 2014.Datum objavljivanja: 28. pro 2014.